# Wenigenlupnitz
Wenigenlupnitz ist ein Ortsteil der thüringischen Gemeinde Hörselberg-Hainich im Wartburgkreis.

## Lage
Wenigenlupnitz befindet sich etwa 7 km (Luftlinie) nordöstlich von Eisenach am Ufer der Nesse. Südlich der Ortslage erhebt sich der Höhenzug der Hörselberge.

## Geschichte
Die Flur des Ortsteils Weniglupnitz wurde bereits in ur- und frühgeschichtlicher Zeit von Menschen besiedelt. Archäologische Funde dokumentieren eine kontinuierliche Besiedlung seit der Jungsteinzeit.
In karolingischer Zeit bildete sich am Westrand des Thüringer Beckens die Großmark  Behringen, bestehend aus Wolfsbehringen, Großenbehringen, östlich davon Oesterbehringen und der westlich gelegenen Wüstung Westheim heraus; hier hatten Kloster Fulda und Kloster Hersfeld bereits im 8. oder frühen 9. Jahrhundert Schenkungen von Grundherren erhalten. Südlich an dieses Gebiet schloss sich die Mark Lupnitz mit Altenlupnitz (heute Wenigenlupnitz) und Großenlupnitz als Hauptorten an.
Als erster namentlich bekannter Herr über Wenigenlupnitz wird Hermann von Lupnitz 1224–1268 genannt, er gehörte dem Dienstadel des Klosters Fulda an. Ein Verwandter Conrad von Lupnitz war seit 1279 Ratsherr in Eisenach, das Geschlecht erlosch mit einem Conrad von Lupnitz, der 1440 in Berka/Werra wohnte.
Zu den zahlreichen Landadelsgeschlechtern, die an das Kloster Fulda durch Lehensverträge in Westthüringen gebunden waren, gehörten im 13. Jahrhundert auch die Herren von Erffa. Ihr Hauptsitz  war die Wasserburg Erffa, sie lag etwa 10 Kilometer östlich von Wenigenlupnitz im heutigen Ort Friedrichswerth, am rechten Ufer der Nesse. Die 1357 an Hartung von Erffa übergebenen Güter in Wenigenlupnitz erhielt dieser zunächst in seiner Funktion als Klostervogt für die Lupnitzorte übergeben. Im Lupnitzer Gebiet waren jedoch auch das Eisenacher Nikolaikloster und ab 1414 das Eisenacher Kartäuserkloster mit umfangreichen Besitz und Rechten vertreten. Die erffaischen Güter in Wenigenlupnitz bestanden aus einer an der Nesse gelegenen Wasserburg, welche ihnen die Herren von Lupnitz bereits früher verkauft hatten, sowie Ländereien und Teichen.
Die Brüder Dietrich und Hans von Farnroda erwarben 1493 die erffaischen Besitzungen und Rechte. Eine Schwester der Farnrodaer wurde  die Gemahlin des Andreas Friedrich von Uetterodt. Die uetterodtsche Familie teilte bald ihre Besitzungen, der von Andreas Friedrich von Uetterodt begründeter Zweig übernahm die im Nessetal durch Heirat erworbenen Besitzungen um Wenigenlupnitz und Melborn.
Die am rechten Nesseufer errichtete Wasserburg wurde vermutlich um 1596 zum Wohnschloss umgebaut. Neben dem Schloss bestand der Künkelhof als Vorwerk auf dem Kindel und ein beim Schloss gelegenes Gut Unter Wolf Sigismund II. von Uetterodt zerstörte ein Großbrand im Jahr 1795 das Schloss, das benachbarte Gut und die Hälfte des Ortes Wenigenlupnitz.

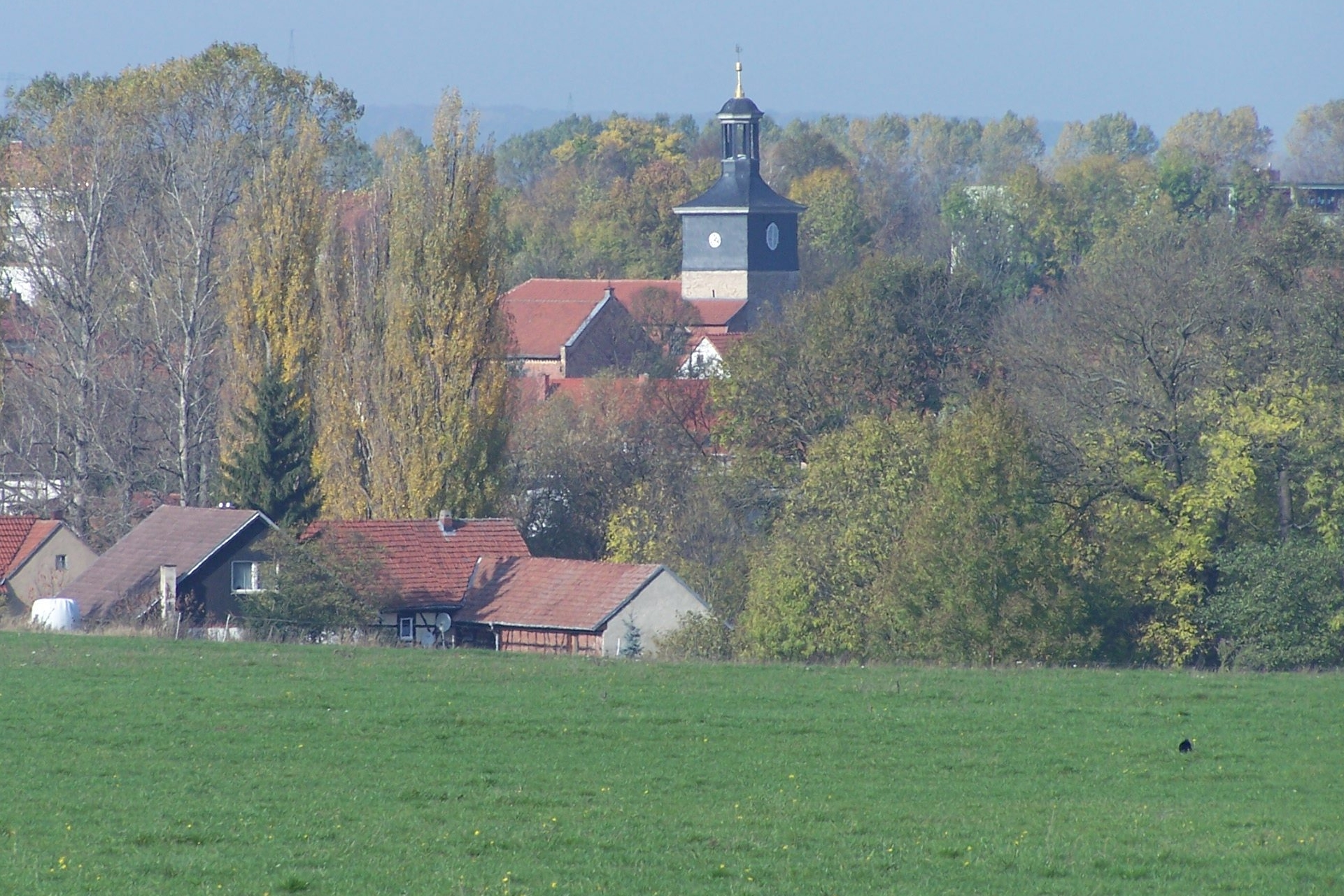
Cosmas-und-Damian-Kirche

Sein Sohn, Graf Wolf Sigismund begann 1846 das heutige Schloss in Wenigenlupnitz zu errichten. Der Neubau erhielt den Namen Neuscharffenberg – ein Beleg für die noch enge Bindung an Thal. Das unter der Leitung des Architekten und Baurates Eberhardt  im „altdeutschen Stil“ errichtete Wohnschloss wurde zuletzt vom Grafen Ludwig Wolff von Uetterodt bewohnt, der dort  am 2. Juli 1900 verstarb. Weil Erben fehlten wurde der Besitz verkauft und gelangte über mehrere Vorbesitzer 1906 an Baron Dietrich von Klitzing.
Der Baron wollte in Wenigenlupnitz eine ertragreiche Gutswirtschaft aufbauen, er ließ westlich der Ortslage ein kleines Wasserkraftwerk errichten und versorgte auch die beiden Lupnitz-Dörfer mit elektrischem Strom, die an das Gut angrenzenden Grundstücke wurden aufgekauft und durch Neubauten ersetzt, der Straßenverlauf zum Schloss und nach Melborn wurde begradigt, wobei Teile des von Hermann Jäger gestalteten Parks geopfert wurden. Ein Gehölz wurde auf der Wiese östlich vom Schloss angepflanzt und mehrere Maschinen für die Landarbeit beschafft. Mit Klitzings Hilfe wurde auch die Mühle beim Schloss technisch modernisiert. Um 1918 übernahm Baron von Helldorf den Klitzingschen Besitz. Baron Helldorf leitete umfangreiche Baumaßnahmen am Schloss und an den Wirtschaftsgebäuden ein. Dazu gehörten der Umbau des Tores mit Eingang zum Gutshof. Die Mauer mit dem im gotischen Stil gestalteten Westtor des Schlosses wurde mit dem Fachwerkgeschoss überbaut. In den 20er Jahren beeinflussten Wirtschaftskrise und Inflation auch das Leben im ländlichen Raum. Das Rittergut führte mit staatlicher Hilfe Arbeiten zur Entwässerung der nördlich gelegenen Flurstücke durch und beschäftigte bis zu 100 Arbeitslose aus Eisenach und den umliegenden Ortschaften. Ab 1927 übergab der Baron zwei Verwaltern die Verantwortung für das Rittergutes.
Letzter Vorkriegsbesitzer wurde Hans Tölke aus Quedlinburg. Es gelang ihm die durch Hypotheken belasteten Gebäude und Ländereien zurückzuerwerben und auch Arbeitsbeschaffungsmaßnahmen für die Dorfbevölkerung bereitzustellen. Teile des Kindel-Gutes wurden vom Militär als Truppenübungsplatz übernommen. Tölke übersiedelte um 1939 nach Bayern und verkaufte das Rittergut mit dem zugehörigen Schloss Neuscharfenberg am 7. Dezember 1938 an den Besitzer der Eisenacher Öhlmühle Walter Natz, der das Schloss 1941 an die Stadt Berlin veräußerte. Am 3. April 1945 wurde Wenigenlupnitz von den Amerikanern eingenommen, die Schäden an den Guts- und Schlossgebäuden waren gering. Das Rittergut wurde 1945 auf der Grundlage des Thüringischen Gesetzes über die Durchführung der Bodenreform vom 10. September 1945 entschädigungslos enteignet.
Bis 1990 befand sich im Norden der Gemarkung, im Bereich der ehemaligen Kleinsiedlung Künkelhof, der Truppenübungsplatz Kindel, so dass Teile der Gemarkung sich zeitweise in einem militärischen Sperrgebiet befanden. Auf dem Gelände entwickelte sich nach der Wende ein Industriegebiet.
1974 erfolgte die Eingemeindung von Melborn nach Wenigenlupnitz;  am 1. Januar 1996 erfolgte die Eingemeindung beider Orte in die Gemeinde Hörselberg, mit welcher der Ort 2007 in der Gemeinde Hörselberg-Hainich aufging.

## Wirtschaft und Infrastruktur

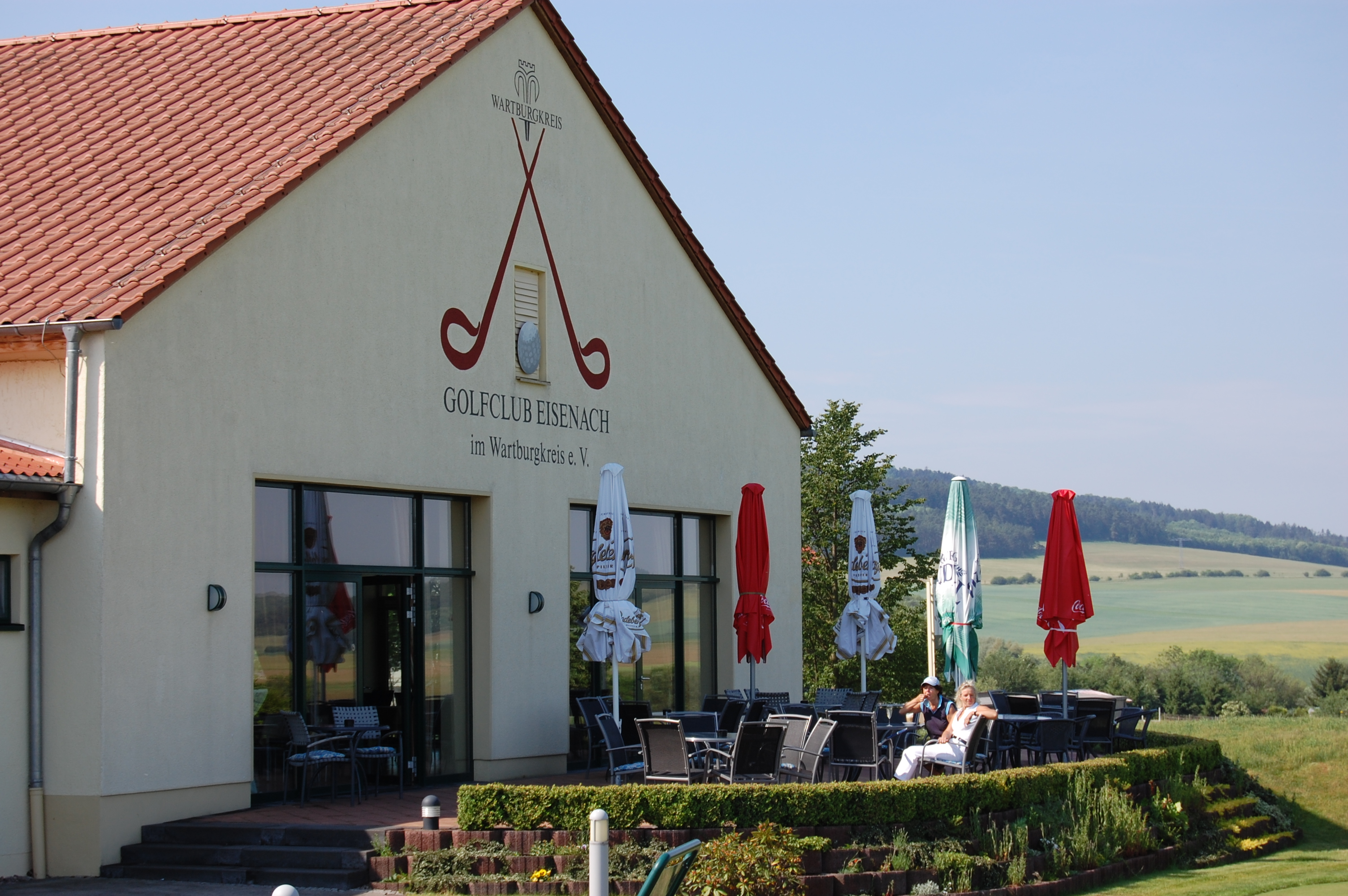
Golfplatz Wenigenlupnitz

### Gewerbegebiete
Im Norden der Gemarkung befindet sich mit dem Industriegebiet Kindel einer der bedeutendsten Industriestandorte des Wartburgkreises. Im Ort selbst befinden sich unter anderem ein Golfplatz und ein Agrarbetrieb.

### Verkehr
Wenigenlupnitz ist über die Landesstraße 2113 zu erreichen, welche den Ort in westlicher Richtung bei Großenlupnitz mit der Bundesstraße 84 und in östlicher Richtung bei Sättelstädt mit der Landesstraße 3007 verbindet. Seit Januar 2010 verläuft nördlich der Ortslage die BAB 4, an die Anschluss bei Großenlupnitz und Sättelstädt besteht.
Der Flugplatz Eisenach-Kindel liegt teilweise in der Gemarkung von Wenigenlupnitz.
Der nächstgelegene Anschluss an das Eisenbahnnetz besteht am Bahnhof Eisenach. Der Truppenübungsplatz besaß einen Gleisanschluss an die Nessetalbahn, welcher 2007 zurückgebaut wurde. Auf der Trasse wurde 2011 der Nessetal-Radweg errichtet.

## Kirmes

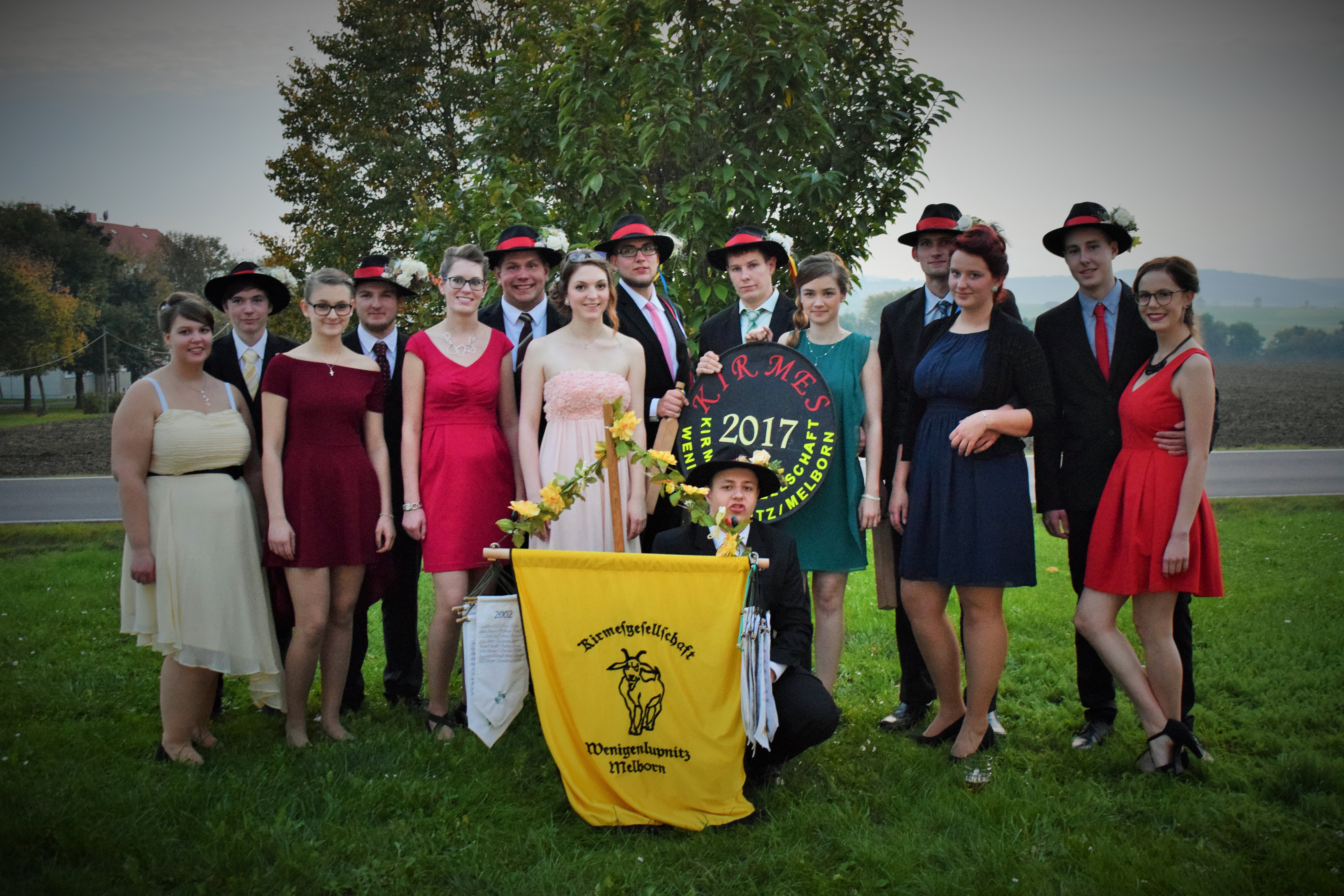
Kirmesgesellschaft 2017

In vielen thüringischen Orten ist es Tradition einmal im Jahr eine Kirmes auszutragen, so auch in Wenigenlupnitz. Die ersten Bilder dieser Tradition reichen bis circa 95 Jahre (Zeitpunkt 2019) zurück, allerdings existiert die Kirmes in Wenigenlupnitz schon deutlich länger. Heute wird sie jährlich am ersten Oktoberwochenende im „Tannhäuser“-Saal ausgetragen. Die Kirmesgesellschaft organisiert außerdem noch das Osterfeuer, Maiblütenfest (gemeinsam mit den ansässigen Vereinen) und Martinsfeuer im Ort.

## Persönlichkeiten
- Georg Witzel (1501–1573), Theologe und Gegner Luthers